# Hans Ernst Karl von Zieten
Hans Ernst Karl hrabě von Zieten (5. března 1770 – 3. května 1848, Warmbrunn) byl pruský polní maršál.

## Život
Hans Ernst Karl hrabě von Zieten byl druhým generálem husarů tohoto jména. Nicméně jezdecký generál Fridricha Velikého Hans Joachim von Ziethen (zvaný Křoví) a pozdější maršál hrabě Hans Ernst Karl von Ziethen nebyli spolu příbuzní. Do armády vstoupil ještě za života Friedricha Velikého jako praporečník, 1789 je podporučík a od r. 1793 sloužil jako adjutant generálporučíka von Kalckreutha, pozdějšího polního maršála. V napoleonských válkách si vedl dobře a roku 1809 se stává plukovníkem, pak 20. března 1813 povýšen na generálmajora. Bojoval pak i ve francouzské kampani 1814, kde se vyznamenal hlavně v bitvě u Laonu. V bitvě u Waterloo (18. června 1815) jako první z pruské armády napadl pravé křídlo Francouzů a podpořil rozhodujícím způsobem vážně ohrožené levé křídlo Angličanů, což byl první krok k vítěznému zakončení bitvy. Po dobu 3 let byl velitelem okupační pruské armády ve Francii. Roku 1817 povýšen do hraběcího stavu a obdržel darem 25 000 tolarů. Od 16. června 1825 měl hodnost generála jezdectva. Nakonec roku 1839 povýšen do nejvyšší funkce polního maršála.